# Stellarium
Stellarium — свободный виртуальный планетарий с открытым исходным кодом, доступный в соответствии с GNU General Public License для платформ Linux, macOS, Microsoft Windows, Symbian, Android и iOS (в последних трех как Stellarium Mobile), а также MeeGo (последняя доступная версия 0.16.1). Начиная с версии 0.10.0 программа использует технологии OpenGL и Qt (до версии 0.10.0 использовались технологии OpenGL и SDL), чтобы создавать реалистичное небо в режиме реального времени. Со Stellarium возможно увидеть то, что можно видеть средним и даже крупным телескопом. Также программа предоставляет наблюдения за солнечными затмениями и движением комет.
Stellarium создан французским программистом Фабианом Шеро, который запустил проект летом 2001 года. Среди других видных разработчиков Роберт Спирман, Джохэйннс Гадждозик, Мэтью Гейтс, Тимоти Ривз, Богдан Маринов и Джохан Меерис, который является ответственным за художественные работы.

## Возможности программы

### Небесная сфера
- Более чем 120 000 звёзд из Hipparcos (всего более 600 000 звёзд в стандартном каталоге программы, 210 миллионов звёзд с дополнительными каталогами).
- Планеты всей Солнечной системы и их главные спутники.
- Астеризмы и художественные изображения созвездий. Доступен выбор из множества культур (рисунков созвездий) неба: современной западной, древнеегипетской, китайской, арабской и многих других.
- Изображения туманностей (полный Каталог Мессье).
- Реалистичный Млечный Путь.
- Панорамные пейзажи, туман, атмосфера и реалистичные закаты, восходы Солнца и затмения.

### Интерфейс
- Стандартный перспективный, широкоугольный (рыбий глаз) и сферический способы проектирования.
- Возможность увеличения изображения.
- Управление временем, возможность написания своих скриптов.
- Управление телескопом.

### Визуализация
- Возможность выбора проекций.
- Экваториальная, эклиптическая, галактическая и азимутальная сетки.
- Возможность выбора ландшафта или его отключения.
- Визуализация эффектов атмосферной рефракции и экстинкции.
- Визуализация вспышек ярких исторических сверхновых и новых звёзд.
- С изменением времени изменяются очертания созвездий, что добавляет реалистичности.

Начиная с версии 0.8.0 Stellarium доступен на больше чем 40 языках (в том числе на русском).

## Ограничения и недочёты
- Не соблюдаются отображения реальной поверхности в определённой точке планеты. Например, можно задать место наблюдения с поверхности океана, и при этом ландшафт останется таким же, как при наблюдении с материка. То же самое будет, если и вовсе переместиться на другую планету. Тем не менее можно задать автоматическую смену ландшафта для планет, имеющихся в наличии: Марс, Юпитер, Сатурн, Уран, Нептун, а также Луна.
- Ряд двойных звёзд (например, Сириус) отображается одиночными.
- Точность положений Солнца и планет на небесной сфере в разное время ограничена точностью положений планет в Солнечной системе, которые рассчитываются по умолчанию с помощью эфемерид VSOP87[9].
- Отсутствует изменение взаимного положения звёзд при годичном параллаксе и при изменении планеты наблюдения.
- Отсутствует изменение видимой звёздной величины при изменении расстояния между звездой и Солнцем на больших промежутках времени.

## Использование
На официальном сайте указано, что изменённый код программы используется для цифровых проекторов, установленных в планетариях. В Нижегородском «цифровом» планетарии используется именно эта программа.
В App Store и Google Play есть приложения Stellarium PLUS и Stellarium Mobile соответственно, являющееся портированными версиями оригинальной программы, однако разработчики оригинального Stellarium напрямую к данному порту непричастны. Приложение распространяется проприетарно.

## История выпусков
| Версия | Дата выпуска  | Значительные изменения |
| ------ | ------------- | --- |
| 0.6.0  | Май 2004      | Первая стабильная версия, опубликованная на SourceForge.net. |
| 0.6.1  | Октябрь 2004  | Введены рисунки созвездий. Последняя версия, работающая на Windows 95. |
| 0.7.0  | Сентябрь 2005 | Введена навигация мышью и возможность выполнения сценариев. |
| 0.7.1  | Февраль 2006  | Исправление ошибок версии 0.7.0. |
| 0.8.0  | Май 2006      | Введены границы созвездий, многоязычный интерфейс (используется gettext и Launchpad), вывод на купола планетариев с учётом искажения сферического зеркала и выбор домашней планеты. |
| 0.8.1  | Июнь 2006     | Исправление ошибок версии 0.8.0. Добавлено управление телескопами. |
| 0.8.2  | Октябрь 2006  | Исправление ошибок версии 0.8.1. |
| 0.9.0  | Апрель 2007   | Звёздные каталоги расширены за счет каталогов Hipparcos, Tycho-2 и NOMAD. Начат переход с SDL на Qt. |
| 0.9.1  | Февраль 2008  | Исправление ошибок версии 0.9.0. Последняя версия, работающая на Windows NT 4.0, Windows 98 и Windows ME. |
| 0.10.0 | Сентябрь 2008 | Бета-версия с новым графическим интерфейсом, но с отключенным движком сценариев. SDL больше не используется. |
| 0.10.1 | Февраль 2009  | Введен новый движок и язык сценариев, основанный на ECMAScript и возможность загрузки звёздных каталогов из графического интерфейса. |
| 0.10.2 | Март 2009     | Базируется на Qt 4.5. |
| 0.10.3 | Январь 2010   | Базируется на Qt 4.6.x. |
| 0.10.4 | Февраль 2010  | Исправление ошибок версии 0.10.3. |
| 0.10.5 | Июнь 2010     | Исправление ошибок версии 0.10.4. |
| 0.10.6 | Декабрь 2010  | Исправление ошибок версии 0.10.5, новые плагины. Последняя версия для правильной работы во многих сборках Windows Longhorn. |
| 0.11.0 | Июль 2011     | Моделирование рефракции атмосферы. Обновлён поисковый инструмент. Плагин окуляров переписан и расширен. Новый плагин добавляет исторические сверхновые. Последняя версия, поддерживающая Windows 2000. |
| 0.11.1 | Ноябрь 2011   | Исправлено 20 ошибок, улучшен интерфейс пользователя. |
| 0.11.2 | Март 2012     | Большинство текстов, используемых в типовых плагинах, именах пейзажей, стран, скриптов и объяснений, теперь могут быть переведены. Улучшение плагина окуляра. Улучшение плагина сателлитов. Исправление ошибок. |
| 0.11.3 | Май 2012      | Добавлена эклиптическая сетка, в список мест добавлены обсерватории мира, добавлена возможность свободно выбирать объект информации для отображения, добавлена текстура Плутона. |
| 0.11.4 | Август 2012   | Новые плагины «Экзопланеты» и «Анализ наблюдаемости», получение экваториальных и горизонтальных координат в скриптах, возможность загрузки рисунков на небо по горизонтальным или экваториальным координатами, новое клавиатурное сокращение для названий звёзд, опция для включения/выключения загрузки текстур туманностей, режим показа градусов и минут для ПЗС-матриц, добавлены спутники, применение атмосферных эффектов только к телам с атмосферой. |
| 0.12.0 | Январь 2013   | Новый движок рендеринга (позволяет визуализировать тени от спутников на поверхностях планет). Новый движок клавиатурных сокращений (все клавиатурные сокращения настраиваемые). Улучшения скриптового движка, поискового инструмента и визуализации объектов далёкого космоса. Повышена точность визуализации археоастрономических событий. |
| 0.12.1 | Апрель 2013   | Основные изменения: добавлен каталог Калдвела (Caldwell), перепакованы базовые звёздные каталоги (Hipparcos и Tycho-2), добавлен менеджер ΔT, контроль ограничения видимой звёздной величины, обновлены текстуры для галактик и туманностей и расширен набор текстур, в плагине «Окуляры» теперь можно использовать линзы Барлоу и Шепли, добавлена новая культура неба — тонганская.                                                                        |
| 0.12.2 | Август 2013   | Основные изменения: повышена точность базовых звёздных каталогов, добавлена начальная поддержка переменных звёзд, расширен список научных названий звёзд, обновлены практически все плагины, обновлён поисковый инструмент. |
| 0.12.3 | Сентябрь 2013 | Новый плагин: Яркие новые. Исправления ошибок и улучшения в поисковом инструменте и плагинах. |
| 0.12.4 | Сентябрь 2013 | Исправление ошибок. |
| 0.12.5 | Январь 2015   | Исправление ошибок. Портирование кода из ветки 0.14. |
| 0.12.6 | Май 2015      | Исправление ошибок. |
| 0.13.0 | Июль 2014     | Переход на Qt5. Новый модульный движок рендеринга (добавлена функциональность по визуализации рельефа луны и хвостов комет). Обновлены текстуры планет, лун, астероидов. Переписаны и обновлены множество плагинов и расширений. |
| 0.13.1 | Октябрь 2014  | |
| 0.13.2 | Январь 2015   | Новые плагины, визуализация зодиакального света, исправление ошибок. |
| 0.13.3 | Апрель 2015   | Новые плагины (включая плагин для трёхмерных ландшафтов), существенное расширение каталога объектов глубокого космоса, исправление ошибок. Прекращена поддержка Windows XP и Vista. |
| 0.14.0 | Октябрь 2015  | Новый каталог объектов глубокого космоса (существенно переработан код работы с такими объектами), обновление кода для учёта прецессии (модель IAU2006) и нутации (решение IAU2000B), кросс-идентификация звёзд, улучшения в плагинах и ядре, исправление ошибок. |
| 0.14.1 | Декабрь 2015  | Портирование исправлений ошибок из ветки 0.15. |
| 0.14.2 | Январь 2016   | Портирование исправлений ошибок из ветки 0.15. |
| 0.14.3 | Март 2016     | Портирование исправлений ошибок из ветки 0.15. |
| 0.15.0 | Июль 2016     | Экспериментальная поддержка эфемерид JPL DE430 и JPL DE431, веб-интерфейс управления планетарием, обновление каталогов. |
| 0.15.1 | Декабрь 2016  | Новые возможности, исправление ошибок, обновление функционала. |
| 0.15.2 | Март 2017     | Новые возможности, исправление ошибок, обновление функционала. |
| 0.16.0 | Июнь 2017     | Поддержка 3D-моделей несферических объектов, картина созвездий по различным культурам, обновление каталогов, множественные исправления. |
| 0.16.1 | Сентябрь 2017 | Добавлен ряд малых спутников, обновлены каталоги туманностей и сверхновых, многочисленные исправления. |
| 0.17   | Декабрь 2017  | Добавлены географические метки на планетах и спутниках, улучшен вид Млечного пути, множественные улучшения скриптов, номенклатуры и отображения. |
| 0.18   | Март 2018     | Обновленные текстуры Солнечной системы, поддержка HD-текстур планет и фонов дальнего космоса, улучшенный просмотр затмений, больше информации о созвездиях в разных культурах, каталог пульсаров, многочисленные технические доработки, добавления и исправления имён, переводы некоторых информационных блоков для русского, немецкого и китайского языков.                                                                                                 |
| 0.19   | Март 2019     | Добавлены 5 новых комплектов созвездий и астеризмов в разных культурах, добавлено много DSO-текстур, улучшения в скриптовом движке, общая переработка кода. |
| 0.20   | Март 2020     | Переработка и изменение графического интерфейса, глубокая переработка кода, относящегося к Солнечной системе, улучшения в плагинах. |
| 0.21   | Март 2021     | Переработка осей планет, включая либрацию Луны, визуализация тени Земли для лунных затмений, улучшена текстура лунной поверхности, добавлены новейшие алгоритмы определения звёздных величин планет. |

| Цвет    | Значение                      |
| ------- | ----------------------------- |
| Красный | Более не поддерживается       |
| Зелёный | Выпуск всё ещё поддерживается |
| Голубой | Текущая версия                |